# ソチエタ・イタリアーナ・エルネスト・ブレーダ・ペル・コストゥルツィオーニ・メッカニケ
ソチェタ・イタリアーナ・エルネスト・ブレーダ・ペル・コストゥルツィオーニ・メッカニケ (Società Italiana Ernesto Breda per Costruzioni Meccaniche) は、20世紀のイタリアにおいて、重要な会社の一つであった。 

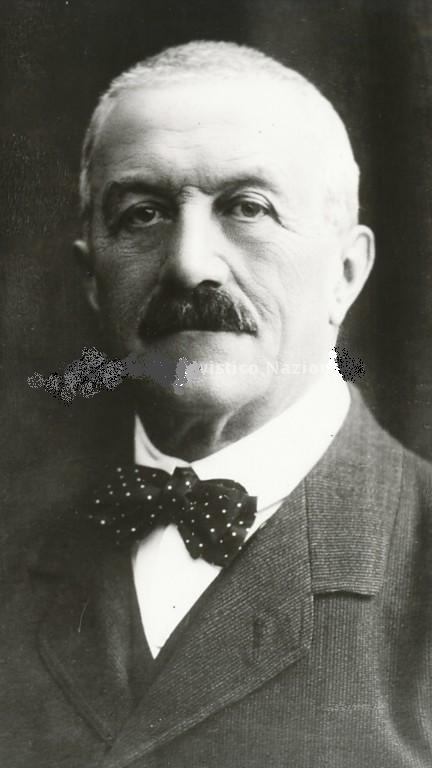
Ernesto Breda, c. 1920

1886年のミラノで、パドヴァ出身の技師エルネスト・ブレーダ (Ernesto Breda) により小さな機械と鉄道の会社「レルヴェティカ」(L'Elvetica)が設立された
ブレーダは合資会社としてはじまり、1899年に株式会社ソチェタ・イタリアーナ・エルネスト・ブレーダ・ペル・コストゥルツィオーニ・メッカニケ（機械制作のためのエルネスト・ブレーダ国営会社）となった。
金属加工（列車、軍用機、輸送車、自動二輪、産業用機械、建築機械）、製鋼、兵器の分野の会社として運営された。
1917年には、20世紀の研究・育成を行うエルネスト・ブレーダ科学技術研究所が完成し、金属工学の分野で国内で最も重要な研究所の一つとなった
1962年に国が関与した新たな機関EFIM（製造業金融持株公社）で主要な会社となった。
ブレーダは1994年に最終決算され、ブレーダ・コストゥルツィオーニ・フェッロヴィアリエ（鉄道部門）はアンサルド・トラスポルティと融合し、フィンメッカニカグループ傘下のアンサルドブレーダとなり、その一方でブレーダ・メッカニカ・ブレシャーナは独立した会社となった。
研究所は民営化され「ブレーダ科学研究所株式会社」 (Istituto Scientifico Breda S.p.A.) という名が与えられた。